# Yatsukawa Yoshihiro
Yoshihiro Yatsukawa (sinh ngày 30 tháng 12 năm 1978) là một cầu thủ bóng đá người Nhật Bản.

## Sự nghiệp câu lạc bộ
Yoshihiro Yatsukawa đã từng chơi cho JEF United Ichihara.